# NGC 2285
NGC 2285 је двојна звезда у сазвежђу Близанци која се налази на NGC листи објеката дубоког неба.
Деклинација објекта је + 33° 21' 54" а ректасцензија 6h 49m 36,0s. Привидна величина (магнитуда) објекта NGC 2285 износи 12,2.